# Aeroportul Amasya Merzifon
Aeroportul Amasya Merzifon (IATA: MZH, ICAO: LTAP) este un aeroport din Merzifon⁠(d), Provincia Amasya, Turcia ce deservește zona Amasya. Aeroportul a fost tranzitat în 2022 de 91.922 de pasageri. A fost deschis în 2008.
Situat la o altitudine de 536 m, aeroportul dispune de o singură pistă. Este operat de General Directorate of State Airports (Turkey)⁠(d).